# Столаць (громада)
Столаць (хорв. Općina Stolac та босн. Opština Stolac, серб. Општина Столац) — боснійська громада, розташована в Герцеговинсько-Неретванському кантоні Федерації Боснії і Герцеговини. Адміністративним центром є місто Столаць.
| Боснія і Герцеговина | Це незавершена стаття з географії Боснії і Герцеговини. Ви можете допомогти проєкту, виправивши або дописавши її. |